# Locomotiva SV 38
Le locomotive gruppo 38 della Società Veneta erano un gruppo di locotender di rodiggio 2-2-0, facente parte di una serie costruita originariamente per la svizzera Gotthardbahn.

## Storia
La Gotthardbahn fece costruire dalla Krauss nel 1882 sei locomotive per la trazione dei convogli più pesanti sulla ferrovia del Gottardo, aperta all'esercizio il 1º giugno di quell'anno. Immatricolate nella serie Ed 2/4 25 ÷ 30, furono soppiantate nella loro funzione a partire dal 1894 con l'entrata in servizio delle più potenti locomotive della serie A 3/5: furono quindi inviate alle officine sociali di Bellinzona per apportare alcune modifiche.
Il 1º maggio 1909 la Gotthardbahn fu nazionalizzata e assorbita dalle Ferrovie Federali Svizzere e con essa anche il gruppo di locomotive, rinumerato 5425 ÷ 5430. Tra il 1915 e il 1927 le locomotive furono tutte radiate e poste in vendita: tre di esse (matricole 5426, 5427 e 5429) furono acquistate nel 1916 dalla Società Veneta, che le immatricolò nel gruppo 38. La SV acquistò a partire dal 1914 diverse locomotive in Svizzera (gruppi 35, 36, 37 e 38) per far fronte al crescente traffico dovuto alla prima guerra mondiale. Entro il 1930 nessuna delle locomotive del gruppo risultava più esistente nel parco della "Veneta".

## Caratteristiche
Le locomotive del gruppo 38 erano locotender a 2 cilindri esterni a semplice espansione, con distribuzione Allan e distributori esterni a cassetto. Avevano una potenza di 325 CV e una velocità massima di 75 km/h, limitata a 55 km/h sulla rete SV. Il rodiggio era 2-2-0: l'immatricolazione nel gruppo 38 non seguiva quindi (come per il gruppo 39) lo schema di classificazione delle locomotive SV.

## Prospetto delle unità[7]
| Numerazione GB | Numerazione FFS | Numerazione SV | Anno di costruzione | Costruttore | N. costruzione |
| -------------- | --------------- | -------------- | ------------------- | ----------- | -------------- |
| Eb 2/4 27      | Eb 2/4 5427     | 380            | 1882                | Krauss      | 1009           |
| Eb 2/4 29      | Eb 2/4 5429     | 381            | 1882                | Krauss      | 1011           |
| Eb 2/4 26      | Eb 2/4 5426     | 382            | 1882                | Krauss      | 1008           |